# Miðjanesfoss
Miðjanesfoss (che in lingua islandese significa: cascata del fiume Miðjanesá) è una cascata situata nel territorio del comune di Reykhólahreppur, contea di Austur-Barðastrandarsýsla, nella regione del Vestfirðir, la regione dei fiordi occidentali dell'Islanda.

## Descrizione
La cascata si trova nella valle Miðjanesdalur, circa cinque chilometri a nordovest della città di Reykhólareppur. È alimentata dal fiume Miðjanesá, dopo che ha attraversato la valle omonima, Miðjanesdalur e l'acqua forma la cascata cadendo da una parete rocciosa del monte Reykjanesfjall.

## Accesso
La cascata si trova circa 400 metri oltre il centro vacanze Miðjanes Reykhólahrepp ed è raggiungibile tramite la strada S607 Reykhólasveitarvegur e la deviazione verso il centro vacanze. Proseguendo lungo la strada S607 nella penisola di Reykjanes, si incontrano anche tre altre cascate che scendono dal Reykjanesfjall, cioè Grundarfoss, Heyárfoss e Staðarfoss, situate a pochi chilometri di distanza. 